# 昆明市公安局
25°02′17″N 102°43′10″E / 25.03798°N 102.71947°E
昆明市公安局是昆明市人民政府主管昆明市全市公共安全工作的昆明市人民政府职能部门，是昆明市区域内人民警察的领导和指挥机关，接受昆明市政府与云南省公安厅的双重领导。

## 沿革
1950年3月4日，中国人民解放军西南军区昆明市军事管制委员会成立，开始对昆明市进行军事接管。1950年3月31日，丁荣昌正式担任公安局局长。4月1日昆明市人民政府公安局正式成立，下设八个分局。